# Rhizophydium chitinophilum
Rhizophydium chitinophilum är en svampart som beskrevs av Antik. 1947. Rhizophydium chitinophilum ingår i släktet Rhizophydium och familjen Rhizophydiaceae.   Inga underarter finns listade i Catalogue of Life.